# ハンス・クリスティアン・エルステッド
ハンス・クリスティアン・エルステッド（Hans Christian Ørsted：1777年8月14日 - 1851年3月9日）はデンマークの物理学者、化学者である。電流が磁場を形成することを発見し、電磁気学の基礎を築いた。カント哲学の信奉者であり、19世紀後半の科学の方向性を決定付けた1人である。
1824年、Selskabet for Naturlærens Udbredelse (SNU) すなわち自然科学普及協会を創設。Danish Meteorological Institute やデンマーク特許庁などの組織の前身となった団体の創設にも関わった。また、思考実験という観念を明確に述べた最初の近代人でもある。
いわゆるデンマーク黄金時代のリーダーの1人とされ、ハンス・クリスチャン・アンデルセンとは親友で、創作の方向性に悩む彼に童話に専念する様に勧めた。弟のアナス・エルステッド（Anders Sandøe Ørsted）は政治家となり、1853年から1854年までデンマーク首相を務めた。
彼の名は、磁場のCGS単位エルステッド (Oe) として残っている。

## 前半生

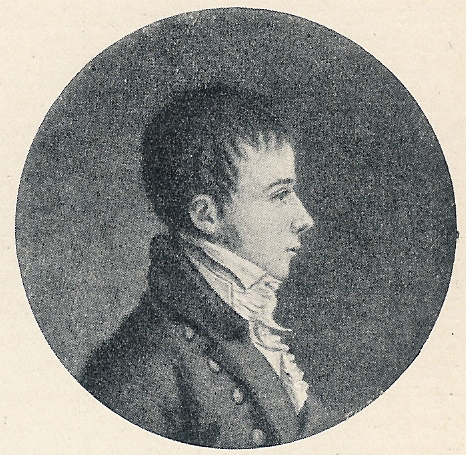
若いころのエルステッド

ランゲラン島のルードコービングに生まれた。父は薬局を営んでおり、父の仕事を手伝いながら科学への興味を育んだ。教育そのものはほとんど独学であり、1796年にコペンハーゲンに行きコペンハーゲン大学の入学試験をうけ、卓越した成績で入学した。1796年には美学と物理学の論文が賞を受賞している。1799年、イマヌエル・カントの哲学を扱った論文 "The Architectonicks of Natural Metaphysics" で博士号を取得した。
1801年、エルステッドは奨学金と助成金を得た。そこで、3年かけてヨーロッパ各地をめぐる旅をしている。ドイツでは、電気と磁気には関係があると信じている物理学者ヨハン・ヴィルヘルム・リッターと出会った。エルステッドはそれ以前からカント哲学流の自然の単一性や自然現象の間の深い関連を信じていたため、リッターの考えは納得できるものだった。
リッターとの対話からエルステッドは物理学の研究に入っていく。1806年コペンハーゲン大学の物理学教授になり、電流や音響についての研究を進めた。エルステッドの指揮の下で、同大学では物理学と化学の総合的な教育プログラムを作り、新たな研究室も創設した。

## 電磁気

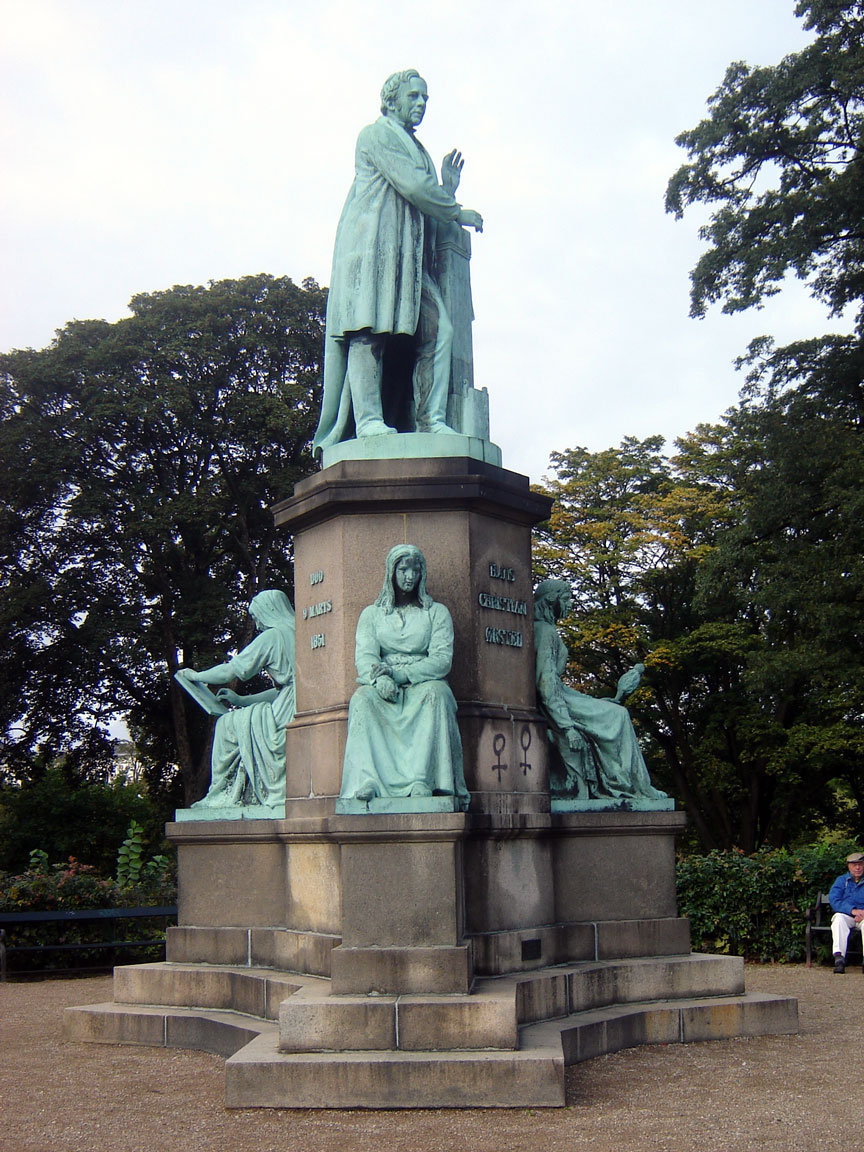
コペンハーゲンの公園にあるエルステッド像

Hans Christian Ørsted, Der Geist in der Natur, 1854

1820年4月21日、講義中に実験器具をいじっていたエルステッドは、電池のスイッチを入れたり切ったりするとそばに置いた方位磁針が北でない方角を指すことに気づいた。これが電気と磁気の直接的関係を示す最初の証拠となった。当初彼は、導線に電流が流れるとき、光や熱のように磁気的効果が導線の周囲に放射されると解釈した。その3カ月後により集中的な研究を開始し、間もなく電流の流れる導線の周囲に円形の磁場が形成されるという発見を公表した。この発見は単なる幸運というわけではなく、エルステッドは数年前から電気と磁気の関係を示す証拠を探していた。その現象の特殊な対称性が発見を遅らせた一因とも言える。
電流の磁気作用の発見についてはイタリアのジャン・ドメニコ・ロマニョージが1802年に発見したことがイタリアの新聞に報じられた。ロマニョージの実験は電流ではなく、ボルタ電池の電気を蓄えた静電気と方位磁針の関係を示したものだった。しかしロマニョージは科学者ではなかったため、その報道は科学界から見過ごされてしまった。
エルステッドはこの現象について、充分な説明や数学的な解析を行わなかったが、彼の実験のレポートがアンペールらによる電磁気学の発展のきっかけとなった。
1822年、スウェーデン王立科学アカデミーの外国人会員に選ばれた。

## その後
化学の分野では1825年に、初めてアルミニウムの分離に成功した（アルミナから合成した塩化物をカリウムアマルガムで還元してアルミニウムを分離した）。それ以前にアルミニウムと鉄の合金はハンフリー・デービーが作っていた。
1829年、エルステッドは Den Polytekniske Læreanstalt という学校を創設し、それが後にデンマーク工科大学 (DTU) となった。
1851年、コペンハーゲンで死去。市内の墓地に埋葬された。

## 後世への影響
彼の名は、磁場のCGS単位エルステッド (Oe) として残っている。1 Oe ≒ 79.577 A/m である。
また、彼の肖像はデンマークの旧100クローネ紙幣に描かれていた（1950年から1970年まで）。コペンハーゲン大学にはエルステッドの名を冠した建物がある。1999年に打ち上げられたデンマーク初の人工衛星はエルステッドと名付けられた。エルステッドの名を冠した賞は2つある。1つはアメリカ合衆国の物理教師協会が物理教育に貢献した者を表彰するエルステッド・メダルで、もう1つはエルステッド自身が創設した Selskabet for Naturlærens Udbredelse（自然科学普及協会）がデンマークの科学者を表彰する H. C. Ørsted Medal である。

## 著作
エルステッドは詩人でもあり、詩集を出版している。Luftskibet ("The Airship") と題した詩集は、同僚の物理学者の気球実験とマジシャン エティエンヌ＝ガスパール・ロベール に着想を得て書かれたものである。死の直前、エルステッドは "The Soul of Nature" と題してそれまでの論文をまとめた本の出版を準備していた。この本はエルステッドの哲学や様々な問題についての見方を示したものとなっている。